# Joshua Leise
Joshua Leise (* 1995 in ) ist ein deutscher Koch.

## Werdegang
Leise absolvierte seine Ausbildung ab 2014 im Söl'ring Hof bei Johannes King auf Sylt (zwei Michelinsterne), gleichzeitig mit Johannes Maria Kneip, mit dem er befreundet ist. In September 2017 wechselte er zum Restaurant Atelier bei Jan Hartwig in München (drei Michelinsterne).
Im September 2018 wurde er mit 23 Jahren Küchenchef im Restaurant Mural in München, gemeinsam mit Johannes Maria Kneip. 2020 wurde das Mural mit einem Michelinstern ausgezeichnet. Im März 2021 wurde er dort alleiniger Küchenchef. Ab Februar 2023 bot er auch ein veganes Menü an.
Ab August 2024 kochte er im Hotel Mondschein in Stuben am Arlberg in Vorarlberg.

## Auszeichnungen
- 2020: Ein Michelinstern für das Restaurant Mural in München
- 2020: Young Chef Award, Guide Michelin[2]